# جفری (اسقف اعظم یورک)
جفری (حدود ۱۱۵۲ – ۱۲ دسامبر ۱۲۱۲) فرزند نامشروع هنری دوم (پادشاه انگلستان) بود که اسقف اعظم لینکن و اسقف اعظم یورک شد. هویت مادر وی نامعلوم است، ولی نام او احتمالاً باید یکنای باشد. جفری پیش از این که اسقف اعظم لینکلن در ۱۱۷۳ شود دارای مقامات دفتری متعدد و خردتری بود.